# On Fire
On Fire er en sang af The Roop. Den skal repræsentere Litauen i Eurovision Song Contest 2020. Sangen blev frigivet til digital download den 14. januar 2020.